# Jean Fauque
Jean Fauque, né le 13 avril 1951 en Afrique du Nord, est un parolier, chanteur et écrivain français.

## Biographie

### Une vocation précoce
Fils d'un militaire, se sentant très tôt l'âme d'un auteur et rêvant de se faire une place dans le monde de la chanson, Jean Fauque commence à écrire et à chanter vers l'âge de 7 ans. Il se met véritablement à composer ses premiers textes à l'âge de 15 ans, influencé par les chanteurs français qui rythment son enfance, notamment, Georges Brassens, Charles Aznavour ou Gilbert Bécaud, puis par la suite, Bob Dylan ou les Beatles.

### Vingt années de patience
En 1969, à 18 ans, il s'installe à Paris dans le but de faire de l'écriture de chansons son métier. En 1970, il rencontre le compositeur André Popp, qui connaît alors un succès international avec son titre L'amour est bleu (Love Is Blue en version anglaise, chanté par Claudine Longet). Fort des encouragements de ce dernier, Jean Fauque enregistre en 1972 un 45 tours en tant qu'auteur-compositeur-interprète, qui jamais n'est commercialisé mais qui lui ouvre quelques portes. Il commence ensuite à envoyer ses textes à de grandes maisons de production musicale qui, très vite, lui répondent positivement. Il lui faut cependant attendre de nombreuses années pour se faire un nom dans le métier.
En 1975, il fait la connaissance d'Alain Bashung, rencontre qui débouche d'abord sur une histoire d'amitié et sur des tentatives de collaboration avortées, mais qui plus tard, s'est avéré cruciale pour la suite de sa carrière. À cette époque, ils écrivent ensemble une quinzaine de chansons, jamais exploitées.
En 1976, Jean Fauque intègre les éditions Barclay où, en plus de découvrir le monde des  professionnels de la musique de l'intérieur et le travail d'équipe qu'il représente, il a l'occasion de faire des rencontres intéressantes.
Ce n'est qu'en 1977 que paraît chez Barclay la première chanson signée Jean Fauque, Les Highways, interprétée par la chanteuse Charity. Entre 1978 et 1979, il signe cinq ou six 45 tours pour divers interprètes, mais ses droits d'auteur ne lui permettent toujours pas de vivre de sa plume. De 1980 à 1982, il devient ingénieur du son puis régisseur sur les tournées d'Alain Bashung.
Il a alors envie de réitérer l'expérience de la chanson en tant qu'auteur-compositeur-interprète, et produit, sous le nom de Janot, avec les musiciens de Bashung, en 1983 et en 1984, deux 45 tours, dont le titre Béret basque et bottes de cuir, qui obtient un succès d'estime.
De 1987 à 1990, Jean Fauque se consacre essentiellement, en collaboration avec son ami Jacques Roseau, à l'écriture de deux romans historiques sur l'Algérie de leurs racines communes, Le Treizième Convoi et Le 113e Été, publiés chez Robert Laffont.
Il revient dans le monde de la musique en 1989, pour ses premières collaborations abouties avec Alain Bashung, trois titres sur l'album Novice (Bombez !, Étrange Été et Tu m'as jeté).

### Reconnaissance et succès
En 1991, il coécrit cinq titres de l'album Osez Joséphine d'Alain Bashung, qui se vend à 400 000 exemplaires et qui reçoit trois Victoires de la musique. En 1994, il coécrit entièrement l'album Chatterton du même Alain Bashung, qui contient le titre mythique Ma petite entreprise et qui obtient, en 1995, le Prix de l'Académie Charles-Cros.
À partir de 1995, tout en restant fidèle à Bashung pour chacun de ses albums futurs, il entame des collaborations avec différents interprètes, tel Jacques Dutronc (Elle m'a rien dit m'a tout dit), Johnny Hallyday pour lequel il adapte sur l'album Destination Vegas sept originaux anglo-saxons, dont La ville des âmes en peine d'après Lonesome Town de Ricky Nelson), Patricia Kaas (Dans ma chair), Carole Laure, Isabelle Boulay, Marc Lavoine, Guesch Patti, Luz Casal, Art Mengo, Dolly, Aston Villa, Romane Serda, Les Cherche Midi, Anggun, Lizzy Ling entre autres.
En 2003, Jean Fauque déclare : « Je n'ai jamais éprouvé de frustration à rester dans l'ombre des interprètes, mais j'ai toujours envie de chanter les choses que je pense être le seul à pouvoir défendre. » Il démarre alors la production d'un album en tant qu'interprète, en s'entourant de pianistes compositeurs tel Baptiste Trotignon, Christian Gaubert, Jean-Pierre Mas, entre autres, venus pour l'essentiel du monde du jazz. Il paraît en juin 2008 chez EMI sous le nom de 13 Aurores.
En 2005, il signe et interprète aux côtés de Lizzy Ling le texte Hildegarde avec le groupe allemand Moonbootica. En 2006, Jean Fauque collabore sur un titre (Elle se balance) au premier album du comédien Tchéky Karyo. En 2007, on le retrouve sur l'album Divinidylle de Vanessa Paradis (Chet Baker), Le Cœur d'un homme de Johnny Hallyday et Psychédélices d'Alizée.
En 2011, Jean Fauque collabore au livre-album N'importe où, hors du monde du groupe Weepers Circus, dans lequel il signe et interprète un texte inédit (mis en musique par le Weepers Circus) en hommage à Alain Bashung.
Jean Fauque fait ses premiers pas au cinéma devant la caméra de Christophe Gomes et Ludovic Gaudry, un rôle sombre dans le film Les Fils de l'Hydre, sorti en 2012. Il contribue également en 2011 au long-métrage Show Buzz de Rashed Mdini.
En 2013, Jean Fauque participe à l'album de Tristan Décamps Le Bruit des Humains, en lui écrivant le texte de la chanson Le Calice.

## Le style de Jean Fauque
Les jeux de mots sont au cœur même du style de Jean Fauque, qu'il a peaufiné au fil de ses années de collaboration avec Alain Bashung. Ici, le recours au jeu de mots n'est jamais gratuit : auteur empreint d'une « mélancolie lucide » qui le porte à préférer écrire sur des sujets rarement légers, Jean Fauque pense que « lorsqu'on traite un sujet grave, il faut le "casser" avec de l'humour et c'est là qu'intervient le jeu de mots, pour dédramatiser la situation, la résumer et en dire parfois plus long qu'un discours philosophique. »
Adepte des jeux de mots depuis son enfance, nourri des lectures de Boris Vian, San Antonio ou Marcel Aymé au cours de son adolescence, ce mode d'écriture, s'il est devenu un automatisme, ne constitue cependant pas pour Jean Fauque une fin en soi, qui accorde aussi une importance cruciale à la signification et à la sonorité des phrases, résumant ainsi son travail d'écriture : « La parole, c'est la pensée, c'est aussi le social et, à partir du moment où on la détruit, où l'on envoie une boule de bowling dans le jeu de quilles des mots, on détruit le jeu social, les apparences, on casse cette comédie humaine : c'est le rôle de l'humour, qui est un peu l'arme des désespérés. »

## Discographie
- En solo
  - 2008 : 13 Aurores, EMI

- Récompenses
  - 1995 : Prix de l'Académie Charles-Cros pour l'album Chatterton, entièrement coécrit avec Alain Bashung
  - 2005 : Victoire du Meilleur album de ces 20 dernières années pour l'album Fantaisie militaire
  - Ses collaborations ont été couronnées de 11 Victoires de la musique entre 1993 et 2009, pour 27 nominations.

## Collaborations artistiques en tant que parolier
- Années 1980-1984
  - 1984 : Fleur de peau (Manfred K)
  - 1984 : Accès facile (Manfred K)
- Années 1985-1989
  - 1989 : Tu m'as jeté (Alain Bashung)
  - 1989 : Bombez ! (Alain Bashung)
  - 1989 : Étrange été (Alain Bashung)
  - 1989 : Outrage (Alain Bashung)
- Années 1990-1994
  - 1991 : J'écume (Alain Bashung)
  - 1991 : Volutes (Alain Bashung)
  - 1991 : Happe (Alain Bashung)
  - 1991 : Les grands voyageurs (Alain Bashung)
  - 1991 : Osez Joséphine (Alain Bashung)
  - 1991 : Kalabougie (Alain Bashung)
  - 1992 : Fais comme si (Sylvie Maréchal)
  - 1994 : À perte de vue (Alain Bashung)
  - 1994 : Que n'ai-je (Alain Bashung)
  - 1994 : Ma petite entreprise (Alain Bashung)
  - 1994 : Elvire (Alain Bashung)
  - 1994 : Un âne plane (Alain Bashung)
  - 1994 : Après d'âpres hostilités (Alain Bashung)
  - 1994 : J'avais un pense-bête (Alain Bashung)
  - 1994 : J'passe pour une caravane (Alain Bashung)
  - 1994 : Danse d'ici (Alain Bashung)
  - 1994 : À Ostende (Alain Bashung)
  - 1994 : L'Apiculteur (Alain Bashung)
  - 1994 : J'ai longtemps contemplé (Alain Bashung)
- Années 1995-1999
  - 1995 : Elle m'a rien dit, m'a tout dit (Jacques Dutronc)
  - 1997 : Amandine (Carole Laure)
  - 1997 : Il nous faut m'en aller (Matthew Neill)
  - 1997 : Dans ma chair (Patricia Kaas)
  - 1998 : Malaxe (Alain Bashung)
  - 1998 : La nuit je mens (Alain Bashung)
  - 1998 : Fantaisie militaire (Alain Bashung)
  - 1998 : 2043 (Alain Bashung)
  - 1998 : Mes prisons (Alain Bashung)
  - 1998 : Ode à la vie (Alain Bashung)
  - 1998 : Dehors (Alain Bashung)
  - 1998 : Aucun express (Alain Bashung)
  - 1998 : Au pavillon des lauriers (Alain Bashung)
  - 1998 : Sommes-nous (Alain Bashung)
  - 1998 : Angora (Alain Bashung)
  - 1998 : Les lendemains (Les Cherche Midi)
  - 1998 : Les idées (Les Cherche Midi)
  - 1998 : Gamine (Les Cherche Midi)
  - 1998 : Ils m'ont menti les sentiments (Les Cherche Midi)
  - 1998 : Y'a dans tout ça (Les Cherche Midi)
  - 1999 : Des illusions (Fred Blondin)
  - 1999 : Tu ne l'emporteras pas (Luz Casal)
- Années 2000-2004
  - 2000 : Jeu tentant (Isabelle Boulay)
  - 2000 : Trop de choses (Isabelle Boulay)
  - 2000 : Metempsycose (Guesch Patti)
  - 2000 : Adieu (Guesch Patti)
  - 2001 : Ma Jonque est jaune (Marc Lavoine)
  - 2002 : Tel (Alain Bashung)
  - 2002 : Faites monter (Alain Bashung)
  - 2002 : Je me dore (Alain Bashung)
  - 2002 : Mes bras (Alain Bashung)
  - 2002 : Noir de monde (Alain Bashung)
  - 2002 : L'irréel (Alain Bashung)
  - 2002 : Est-ce aimer (Alain Bashung)
  - 2002 : Le dimanche à Tchernobyl (Alain Bashung)
  - 2002 : Dans la foulée (Alain Bashung)
  - 2002 : L'imprudence (Alain Bashung)
  - 2002 : Partir (Nourith)
  - 2002 : Bien plus qu'on imagine (Nourith)
  - 2002 : Prière (Astonvilla)
  - 2004 : Mon envers de moi (Romane Serda)
  - 2004 : Chloroforme (Romane Serda)
  - 2004 : Goûterais-je (Romane Serda)
- Années 2005-2009
  - 2005 : Hildegarde (Moonbootica)
  - 2006 : Elle se balance (Tchéky Karyo)
  - 2006 : Nous avions des ailes (Anggun)
  - 2006 : D'où l'on vient (Anggun)
  - 2006 : Captivité (Anggun)
  - 2006 : Sur les cendres (Anggun)
  - 2006 : Un de toi (Anggun)
  - 2007 : Le jour s'ennuie (Lizzy Ling)
  - 2007 : Mendie-moi (Lizzy Ling)
  - 2007 : Tais-toi (Lizzy Ling)
  - 2007 : Tombée là par amour (Lizzy Ling)
  - 2007 : Tout est amour (Lizzy Ling)
  - 2007 : Chet Baker (Vanessa Paradis)
  - 2007 : Je reviendrai dans tes bras (Johnny Hallyday)
  - 2007 : Mademoiselle Juliette (Alizée)
  - 2007 : Fifty-Sixty (Alizée)
  - 2007 : Mon taxi driver (Alizée)
  - 2007 : Psychédélices (Alizée)
  - 2007 : Lilly town (Alizée)
  - 2007 : Idéaliser (Alizée)
  - 2007 : L’effet (Alizée)
  - 2007 : Tu peux pas savoir (Viktor Lazlo)
  - 2007 : Après toi (Maidi Roth)
  - 2007 : Passé (Maidi Roth)
  - 2007 : Mamma (Daniel Fernandez)
  - 2008 : En Croisière (Jean Fauque)
  - 2008 : D'Octobre (Jean Fauque)
  - 2008 : Au Muséum (Jean Fauque)
  - 2008 : J'évolue (Jean Fauque)
  - 2008 : Des je ne sais (Jean Fauque)
  - 2008 : Prière de parfumer (Jean Fauque)
  - 2008 : Châtelaine (Jean Fauque)
  - 2008 : Off the record (Jean Fauque)
  - 2008 : J'essaierai (Jean Fauque)
  - 2008 : J'expire (Jean Fauque)
  - 2008 : Bal Perdu (Jean Fauque)
  - 2008 : Rouge Gorge (Jean Fauque)
  - 2009 : Couru d'avance (Charlotte etc.)
- Années 2010-2014
  - 2010 : La fille de l'ombre (Lizzy Ling)
  - 2010 : Seulement seule (Lizzy Ling)
  - 2010 : L'homme se singe (Buzy)
  - 2011 : Reverse (Dick Rivers)
  - 2011 : Histoire de vie (Dick Rivers)
  - 2011 : Désormais (Dick Rivers)
  - 2011 : Le cœur dans le cendrier (Dick Rivers)
  - 2011 : Dur d'être Dieu (Dick Rivers)
  - 2011 : Je nierai toujours que je n'irai jamais (Weepers Circus)
  - 2012 : Ton chorégraphe (Tristan Nihouarn)
  - 2013 : Zoom sur Oum (Rachid Taha)
  - 2013 : Le calice (Tristan Décamps)
  - 2014 : Manhattan (Astonvilla)
- Années 2015-2019
  - 2016 : Ta photographie (Un été 44)